# تمايز جنسي عند البشر

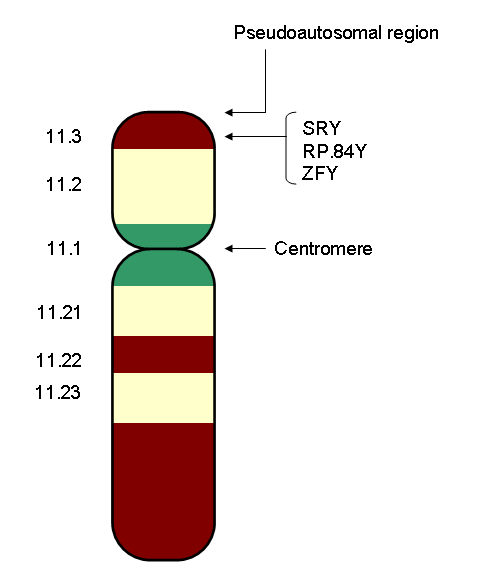
كروموسوم Y البشري يُحتوي جين SRY الذي يُشفر لبروتين مسؤول عن تنظيم التمايز الجنسي.

التمايز الجنسي عند البشر هو عملية تطورالاختلافات الجنسية في البشر. يتم تعريفه على أنه تطور الهياكل الظاهرية الناتجة عن عمل الهرمونات، والتي بدورها تنتج بعد تحديد الغدد التناسلية. يشمل التمايز الجنسي تطور الأعضاء التناسلية المختلفة والمسالك التناسلية الداخلية والثدي وشعر الجسم ويلعب ذلك دورًا في تحديد الجندر.
يبدأ تطور الاختلافات الجنسية في نظام XY لتحديد الجنسالموجود في البشر، والآليات المعقدة هي المسؤولة عن تطوير الاختلافات الظاهرية بين البشر من الذكور والإناث من زيغوتغير متمايز. عادةً ما يكون للإناث كروموسومان X، ويكون للذكور عادةً كروموسوم Yوكروموسوم X.  في مرحلة مبكرة من التطور الجنيني، يمتلك كلا الجنسين هياكل داخلية متماثلة.  
هذه الهياكل هي قنوات الكُلْوَةِ الجَنينِيَّةِ المَوَسَّطَة(ducts mesonephric) وقنوات الكُلْوَةِ الجَنينِيَّةِ المُوَسَّطَةِ الإِضافِيَّة(paramesonephric ducts). يتسبب وجود جين SRYعلى كروموسوم Y في تطوير الخصيتين عند الذكور، والإفراز اللاحق للهرمونات التي تتسبب في تراجع قنوات الكلوة الجنينية الموسطة الإضافية. في الإناث، قنوات الكلوة الجنينية الموسطة هي التي تتراجع.
التطور الجنسي المتباين، والمعروف باسم ثنائية الجنس، يمكن أن يكون نتيجة للعوامل الوراثية والهرمونية.

## تحديد الجنس
معظم الثدييات، بما في ذلك البشر، لديها نظام XY لتحديد الجنس: يحتوي كروموسوم Y على عوامل مسؤولة عن تحفيز نمو الذكور. في حال غياب كروموسوم Y، سيخضع الجنين لتطور أنثوي. هذا بسبب وجود المنطقة المحددة للجنس في كروموسوم Y، والمعروفة أيضًا باسم جين SRY (عامل تحديد الخصية). وبالتالي، عادة ما يكون للثدييات الذكور كروموسوم إكس وكروموسوم واي (XY)، بينما يكون للثدييات الإناث كروموسومان إكس (XX).  
في البشر، يتم تحديد الجنس البيولوجي من خلال خمسة عوامل موجودة عند الولادة: وجود أو عدم وجود كروموسوم Y، ونوع الغدد التناسلية، والهرمونات التناسلية، والأعضاء التناسلية الداخلية (مثل الرحم في الإناث)، والأعضاء التناسلية الخارجية.
يتم تحديد الجنس الكروموسومي في وقت الإخصاب: يندمج كروموسوم جنسي من الحيوان المنوي، (إما X أو Y)، مع كروموسوم X في خلية البويضة. يشير جنس الغدد التناسلية إلى الغدد التناسلية، أي الخصية أو المبايض، اعتمادًا على الجينات التي يتم التعبير عنها. الجنس الظاهري يشير إلى هياكل الأعضاء التناسلية الخارجية والداخلية.
لا يطور الجنين البشري أعضائه الجنسية الخارجية إلا بعد سبعة أسابيع من الإخصاب. لا يبدو الجنين مختلفاً جنسياً، ولا يبدو مثل الذكور أو الإناث. خلال الأسابيع الخمسة المقبلة، يبدأ الجنين في إنتاج هرمونات تتسبب في نمو أعضاءه الجنسية لتصبح أعضاء ذكورية أو أنثوية. وتسمى هذه العملية التمايز الجنسي. يُطلق على سلائف الأعضاء الجنسية الأنثوية النظام الموليري.
للاستزادة: طالع صفحة نظام تحديد الجنس.

## الجهاز التناسلي
قبل 7 أسابيع من الولادة[بحاجة لمصدر]، يكون لدى الجنين حديبة تناسلية، وتلم بولي تناسلي، وجيوب بولية تناسلية، وتَوَرُّمٌ شُفْرِي صفنِي. في الإناث، تصبح هذه، بدون أندروجينات زائدة، البظر والإحليل والمهبل والشفران.
يحدث التمايز بين الجنسين في الأعضاء الجنسية في جميع مراحل الحياة الجنينية وما بعدها. وهذا يشمل كل من التمايز التناسلي الداخلي والخارجي. في كل من الذكور والإناث، تتكون الأعضاء الجنسية من ثلاثة هياكل: الغدد التناسلية والأعضاء التناسلية الداخلية والأعضاء التناسلية الخارجية. الغدد التناسلية في الذكور هي الخصيتين وفي الإناث هي المبايض. هذه هي الأعضاء التي تنتج الأمشاج (البويضة والحيوانات المنوية )، الخلايا التناسلية التي ستجتمع في النهاية لتشكيل البويضة الملقحة (بويضة مخصبة).
عندما ينقسم الزيجوت، يصبح أولاً الجنين (وهو ما يعني «النمو داخل»)، عادة ما يكون بين صفر وثمانية أسابيع، ثم من الأسبوع الثامن حتى الولادة، يصبح الجنين الحي (وهو ما يعني «الذرية الغير مولودة»).
الأعضاء التناسلية الداخلية هي كل الغدد التناسلية والقنوات التي تربط الغدد التناسلية بالبيئة الخارجية. الأعضاء التناسلية الخارجية تتكون من جميع الهياكل التناسلية الخارجية. لا يمكن تحديد جنس الجنين المبكر لأن البنى التناسلية لا تتمايز حتى الأسبوع السابع. قبل ذلك، يُعتبر الطفل ثنائي المُكنة لأنه لا يمكن تحديد جنسه على أنه ذكر أو أنثى.
تمايز الأعضاء التناسلية الداخلية
تتكون الأعضاء التناسلية الداخلية من قناتين إضافيتين:
قناتا الكُلْوَةِ الجَنينِيَّةِ المَوَسَّطَة عند الذكور (ducts mesonephric)[4]وقناتا الكُلْوَةِ الجَنينِيَّةِ المُوَسَّطَةِ الإِضافِيَّة عند الإناث (paramesonephric ducts)[5]
يكون جهاز الكُلْوَةِ الجَنينِيَّةِ المَوَسَّطَة طلائعي لظهور الأعضاء التناسلية الذكرية، في حين أن جهاز الكُلْوَةِ الجَنينِيَّةِ المُوَسَّطَةِ الإضافية يكون طلائعي للجهاز التناسلي الأنثوي. مع تقدم عملية التطوير، يتطور أحد أزواج القنوات بينما يتراجع الآخر. هذا يعتمد على وجود أو عدم وجود منطقة تحدد الجنس على كروموسوم Y، والمعروفة باسم جين SRY (عامل تحديد الخصية). عند وجود الجين SRY الوظيفي، تتطور الغدد التناسلية الثنائية المُكنة إلى الخصيتين. الغدد التناسلية يمكن تمييزها تشريحياً من 6 إلى 8 أسابيع من الحمل.
التطور اللاحق لمجموعة واحدة والتراجع من المجموعة الأخرى يعتمد على وجود أو عدم وجود اثنين من هرمونات الخصية: هرمون التستوستيرون وهرمونات الAnti-Müllerian (AMH).  قد يؤدي تعطل التطور النموذجي إلى تطور أو عدم تطور نظام قنوي كلي، مما قد ينتج أفراداً ثنائية الجنس.
في الذكور: يُنتِج جين SRY، عندما يتم نسخه ومعالجته، بروتين SRY والذي بدوره يرتبط بالحمض النووي ويوجه تطور الغدد التناسلية إلى الخصيتين. يمكن أن يحدث تطور الذكور فقط عندما تفرز خصية الجنين الهرمونات الرئيسية في فترة حرجة من الحمل المبكر.
تبدأ الخصيتان في إفراز ثلاثة هرمونات تؤثر على الأعضاء التناسلية الداخلية والخارجية للذكور: فهي تفرز هرمون Anti-Müllerian (AMH)، والتستوستيرون، و dihydrotestosterone (DHT). يتسبب هرمون الAnti-Müllerian في تراجع قنوات الكلوة الجنينية الموسطة الإضافية. يحول هرمون التستوستيرون قنوات الكلوة الجنينية الموسطة إلى هياكل إضافية للذكور، بما في ذلك البربخ، والأسهر، والحويصلة المنوية. سوف يتحكم التستوستيرون أيضًا في تنازلي الخصيتين من البطن إلى كيس الصفن. تلعب العديد من الجينات الأخرى الموجودة في الصبغيات الجسمية الأخرى، بما في ذلك WT-1، SOX9 ، SF-1 أيضًا دورًا في تطور الغدد التناسلية.
في الإناث: من غير وجود هرموني التستوستيرون و AMH، تتحلل قنوات الكلوة الجنينية الموسطة وتختفي. تتطور قنوات الكلوة الجنينية الموسطة الإضافية إلى الرحم، وقناة فالوب، والمهبل العلوي. لا يزال هناك نقص واسع في المعلومات حول الضوابط الوراثية لتطور الإناث، ولا يزال الكثير غير معروف حول العملية الجنينية لذلك.
تمايز الأعضاء التناسلية الخارجية

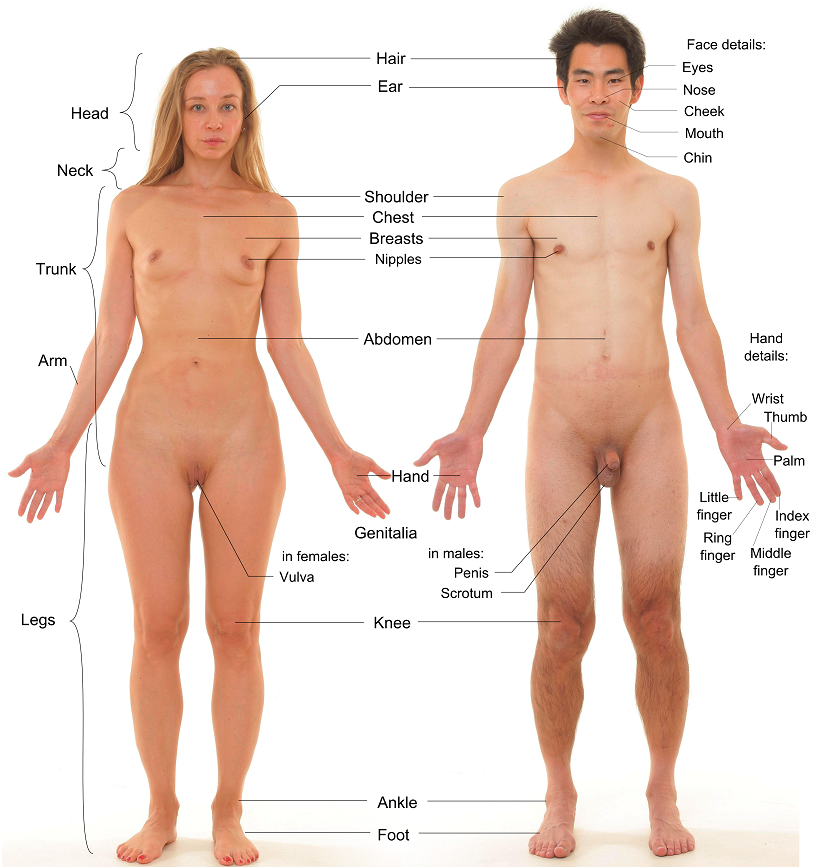
صورة للأعضاء الخارجية لذكر وأُنثى بالغين.

تصبح الذكور متمايزة خارجياً بين 8 و 12 أسبوعاً، حيث تقوم الأندروجينات بتوسيع القضيب وتسبب في اندماج التلم البولي التناسلي والجيوب البولية التناسلية في خط الوسط، مما ينتج عنه قضيب مع إحليل قضيبي وكيس الصفن الرقيق. سوف يُمايز الديهايدروتستوستيرون (Dihydrotestosterone) الخصائص الذكورية المتبقية للأعضاء التناسلية الخارجية.
كمية كافية من أي أندروجين يمكن أن تسبب الذكورة الخارجية.  الأندروجين الأكثر فعالية هو ديهيدروتستوستيرون (DHT)، الذي تم إنشاؤه من هرمون التستوستيرون في الجلد والأنسجة التناسلية عن طريق عمل الريدكتاز 5α.  قد يكون الجنين الذكر مُذكراً بشكل غير كامل إذا كان هذا الإنزيم ناقصاً. في بعض الأمراض والظروف، قد تكون الأندروجينات الأخرى موجودة بتركيزات عالية بما فيه الكفاية للتسبب في تأنيث جزئي أو (نادرًا) كامل للأعضاء التناسلية الخارجية للجنين الأنثوي وراثيًا. تبدأ الخصيتين في إفراز ثلاثة هرمونات تؤثر على الأعضاء التناسلية الداخلية والخارجية: هرمون مضاد مولر، التيستوستيرون، وديهدروتستوستيرون. يؤدي هرمون مضاد مولير (AMH) إلى انسداد قنوات الكلوة الجنينية الموسطة الإضافية. التستوستيرون، الذي يفرز ويحول القنوات mesonephric إلى هياكل التبعي الذكور، مثل البربخ، والأوعية الدموية deferens والحويصلة المنوية. سوف يتحكم التستوستيرون أيضًا في نزول الخصيتين من البطن إلى كيس الصفن.  سوف يُمايز الديهايدروتستوستيرون، المعروف أيضًا باسم (DHT)، خصائص الذكور المتبقية في الأعضاء التناسلية الخارجية.
يحدث المزيد من التمايز الجنسي بين الأعضاء التناسلية الخارجية عند البلوغ، عندما تصبح مستويات الأندروجين متباينة مرة أخرى.  مستويات الذكور من هرمون تستوستيرون تحفز مباشرة نمو القضيب، وبشكل غير مباشر (عبر دهت) البروستاتا.
لاحظ ألفريد جوست أنه بينما كان هرمون التستوستيرون ضروريًا لتطوير قناة الكلوة الجنينية الموسطة، فإن انحلال قناة الكلوة الجنينية الموسطة الإضافية كان بسبب مادة أخرى. تم تحديد هذا فيما بعد ليكون مادة مثبطة للكلوة الجنينية الموسطة الإضافية (MIS)، وهو بروتين سكري ذو قوام 140 كيلو دالتون يتم إنتاجه بواسطة خلايا سيرتولي. تقوم الMIS بمنع تطور قناة الكلوة الجنينية الموسطة الإضافية، وتعزيز التراجع.

## الخصائص الجنسية الثانوية
يحدث التمايز الظاهري عند البلوغ، عندما يتسبب الاستراديول والهرمونات الأخرى في تطور الثديين عند الإناث الطبيعية.
للاستزادة: طالع صفحة خصائص جنسية ثانوية

## التمايز النفسي والسلوكي
البالغين والأطفال يُظهرون العديد من الاختلافات الجنسية والسلوكية. بعضها (على سبيل المثال، اللباس) تكون مكتسبة ثقافياً بشكل واضح. البعض الآخر واضح عبر الثقافات وله محددات بيولوجية ومتعلمة. على سبيل المثال، تزعم بعض الدراسات أن البنات، في المتوسط، أكثر طلاقةً من الفتيان، ولكن الفتيان، في المتوسط، أفضل في الحساب المكاني.
لاحظ البعض أن هذا قد يكون بسبب نمطين مختلفين في التواصل الوالدي مع الأطفال الرضع، مشيرين إلى أن الأهل أكثر عرضة للتحدث مع الفتيات وأكثر عرضة للانخراط في اللعب البدني مع الأولاد. نظرًا لأنه لا يمكن اكتشاف التأثيرات الهرمونية على السلوك البشري بشكل تجريبي، فإن الإسهامات النسبية للعوامل البيولوجية والبيئية في الاختلافات الجنسية والسلوكية البشرية (خاصة الهوية الجنسية والدور والتوجه الجنسي) تبقى مثيرة للجدل.
تستند النظريات الحالية حول آليات التمايز الجنسي للأدمغة والسلوك لدى البشر في المقام الأول إلى ثلاثة مصادر للأدلة: البحوث الحيوانية التي تنطوي على التلاعب بالهرمونات في الحياة المبكرة، ومراقبة نتائج أعداد صغيرة من الأفراد الذين يعانون من حالات ثنائية الجنس أو حالات إعادة التعيين الجنسي المبكر،  والتوزيع الإحصائي للسمات في السكان (على سبيل المثال، معدلات الشذوذ الجنسي في التوائم). تشير العديد من هذه الحالات إلى بعض التأثير الوراثي أو الهرموني على التمييز بين الجنسين في السلوك والسمات العقلية وقد تم التشكيك في هذا بسبب سوء تفسير المنهجية العلمية.

## حالاتثنائية الجنس
فيما يلي قائمة ببعض الاختلافات المرتبطة بعمليات التمايز الجنسي الغير طبيعية:
1. يتسبب الزيجوت الذي يحتوي على كروموسوم X واحد فقط (يُرمز له بXO) بمتلازمة تيرنر ويتطور ذلك لخصائص أنثوية.[28]
2. فرط تنسج الكظرية الخلقي، عدم قدرة الغدة الكظرية على إنتاج الكورتيزول بشكل كافي، مما يؤدي إلى زيادة إنتاج هرمون التستوستيرون مما يؤدي إلى تذكير شديد لـ46 XX إناث.  على الرغم من أن الحالة تحدث في الذكور XY، إلا أنها في هذه الحالة لا تصنف على أنها ثنائية الجنس، لأنها تعاني من آثار انخفاض هدر الكورتيزول والملح، وليس التذكير.

## الجدول الزمني
| عمر الجنين (أسابيع) | الطول التاجي المقعدي (مم) | أحداث التمايز الجنسي                                                                                  |
| 1                   | الكيسة                    | تعطيل كروموسوم X واحد.                                                                                |
| 4                   | 2-3                       | تطور قناتا الكلوة الجنينية المُوسّطة.                                                                   |
| 5                   | 7                         | هجرة الخلايا الجنسية البدائية في الغدد التناسلية الغير المتمايزة.                                     |
| 6                   | 10-15                     | تطور قناتا الكلوة الجنينية المُوسّطة الإضافية.                                                          |
| 7                   | 13-20                     | تمايز الأنابيب المنوية.                                                                               |
| 8                   | 30                        | تراجع قناتا الكلوة الجنينية المُوسّطة الإضافية في الجنين الذكر.                                         |
| 8                   | 32-35                     | ظهور الخلايا البينية. الاصطناع الأول لهرمون التستوستيرون.                                             |
| 9                   | 43                        | التراجع الكلي لقناتا الكلوة الجنينية المُوسّطة الإضافية. فقدان حساسية هاتين القناتين في الجنين الأنثوي. |
| 9                   | 43                        | الطور التمهيدي المنصف الأول للبزور البيضية (أوجونة)                                                   |
| 10                  | 43-45                     | بداية التذكير للأعضاء التناسلية الخارجية.                                                             |
| 10                  | 50                        | بداية تراجع قناتا الكلوة الجنينية المُوسّطة في الجنين الأنثوي.                                          |
| 12                  | 70                        | الخصية في النفق الإربي.                                                                               |
| 12-14               | 70-90                     | اكتمال الإحليل القضيبي عند الذكور.                                                                    |
| 14                  | 90                        | ظهور بزور النطفة الأولية (اسبرموجونة).                                                                |
| 16                  | 100                       | ظهور جريبات المبيض الأولية.                                                                           |
| 17                  | 120                       | الخلايا البينية العديدة. ذروة إفراز التستوستيرون.                                                     |
| 20                  | 150                       | تراجع الخلايا البينية. تناقص إفراز التستوستيرون.                                                      |
| 24                  | 200                       | بداية تطور جريبات المبيض المتعددة الطبقات. استقناء المهبل.                                            |
| 28                  | 230                       | توقف تضاعف بزرة البيضة (أوجونة).                                                                      |
| 28                  | 230                       | نزول الخصية                                                                                           |